# Historicizam
Historicizam (njemački: Historizismus, francuski: historicisme) ili historizam (njem. Historismus, franc. historisme) je pojava u teoriji književnosti, filozofiji i likovnim umjetnostima 19. stoljeća nastala romantičarskim buđenjem zanimanja za prošlost i intenzivne brige za čuvanje spomenika kulture. Historicizam se povodi za umjetničkim oblicima minulih stilova i to poglavito u arhitekturi i primijenjenoj umjetnosti. Obično se označuju predmetkom „neo“ (neoromanika, neogotika, neobizant, neorenesansa, neobarok i dr.). 
Historicizam kao pojam se često koristi pogrdno u značenju prenaglašenog shvaćanja povijesti u razvitku društva i povijesnosti kao čovjeka.

## Povijest i osobitosti
Historicizam se može podijeliti na tri cjeline: rani, odnosno romantičarski historicizam (oko 1830.–'60.), visoki ili strogi historicizam (oko 1850.-'80.) i kasni historicizam(do polovice 20. st.), koji je trajao usporedno sa secesijom i modernom arhitekturom.
Arhitekturu ranog, romantičarskog historicizma često obilježava korištenje više različitih stilova pri gradnji jedne građevine (eklekticizam). Arhitekti su se školovali na akademijama, gdje su temeljito proučavali povijest arhitekture; pri projektiranju i restauratorskim zahvatima oponašali su konstrukcijske i dekoracijske elemente nekoga povijesnoga stila te stvarali stilove koji se obično označuju predmetkom „neo-” (neoromanika, neogotika, neorenesansa, neobarok). Naglim razvojem gradova (njem. Gründerzeit) podižu se sakralni i upravni objekti, kolodvori, muzeji, kazališta, operne kuće, bolnice, stambene i poslovne zgrade, vile i dr. s očitim odlikama historicizma. Crkve, gradske vijećnice, bolnice i škole najčešće su se podizale u neoromanici, neogotici i neobizantskome stilu, muzeji, galerije i palače u neorenesansi ili kasnoj neogotici, kazališta u neobaroku, a sinagoge u neoorijentalnom stilu.
Karakteristični primjeri su: romaničko-bizantska bazilika Sacré-Cœur u Parizu, neogotički Parlament u Londonu, neogotička prvostolnica u Kölnu, prvostolnica u Zagrebu i drugdje, itd. Pojavom historicizma javila se i potreba za velikim restauratorskim zahvatima (npr. francuski arhitekt i teoretičar umjetnosti Viollet-Le-Duc i njegova obnova kompleksa Utvrde Carcassonnea u Francuskoj).
U to vrijeme većina europskih gradova dobiva karakterističan urbanistički i arhitektonski izgled (veliki bulevari u Parizu, Ring u Beču, Donji grad u Zagrebu i dr.). U povijesnim su se stilovima dograđivale srednjovjekovne katedrale (Kölnska katedrala, 1833.–'80., E. F. Zwitner i R. Voigtel) ili su se podizali novi sakralni objekti (Bazilika Sacré-Cœur u Parizu, 1874., P. Abadie ml.; Hram Svetog Aleksandra Nevskog u Sofiji, 1896. – 1912.), upravni objekti (Parlament u Londonu, 1837.–'50., Ch. Barry i A. W. Pugin; Palača pravde u Bruxellesu, 1866.–'79., J. Poelaert; Parlament u Berlinu, 1884.–'94., P. Wallot), kazališta (Opera Garnier u Parizu, 1861.–'75., Ch. Garnier; Dvorska opera u Beču, 1864.–'69., E. van der Nüll i A. Siccardsburg) te muzeji, željeznički kolodvori, tvornice, izložbeni paviljoni, sinagoge, stambene zgrade, hoteli, vile i dr.
U slikarstvu su se najčešće prikazivali značajni događaji iz nacionalne prošlosti, sakralni i mitološki prizori te portreti (akademizam); nastojalo se što vjernije reproducirati povijesne kostime i rekonstruirati ambijent (među najznačajnije slikare povijesnih tema ubrajaju se: Eugene Delacroix, Anselm Feuerbach, Arnold Böcklin, Mihály Munkácsy, Jan Matejko, Ilja Jefimovič Rjepin i dr.).
Imitacije povijesnih stilova javljaju se i u umjetničkom obrtu, napose u pokućstvu, nakitu, priboru za jelo i sl. (neobarokne sjedeće garniture, renesansni nakit i sl.), djelomično i u crkvenoj skulpturi (neogotički oltar).
Stil koji umjesto suvremena izraza preuzima povijesne oblike iz prijašnjih stilskih razdoblja se naposljetku izrodio u eklektičnu mješavinu raznih neostilova. Gradske stambene višekatnice gradilo se opekom, a zatim se pročelje žbukom i štukom oblikovalo u stilu nekoga prošlog razdoblja: romanike, gotike, renesanse, baroka, i dr. Te zgrade, kao u scenografiji, žele dočarati neko prošlo vrijeme pa ih nazivamo i „kulisnim pročeljima”. Ponekad bi nastala takva zbrka u gradnji da je ista zgrada mogal na pročelju imati više različitih stilova iz različitih razdoblja
Uglavnom nestaje pojavom secesije, s kojom se katkada i miješa, na prijelazu iz 19. u 20. stoljeće.
- Brandenburška vrata u Berlinu, 1788.-'91.
- Thomas Cole, Arhitektov san, 1840.
- Eugène Viollet-le-Duc, Utvrda Carcassonne (1853.-'79.)
- Zgrada muzeja Smithsonian, Washington (1855.)
- Palača Schwerin (1857.)
- Katedrala sv. Vladimira u Kijevu, Ukrajina (1859.)
- Franjevački samostan i crkva Uznesenja Blažene Djevice Marije u Širokom Brijegu (1863. – 1938.)
- Đakovačka katedrala (1866.-'92.)
- Žitnica u Bristolu (1869.)
- Crkva sv. Trojstva u Bostonu (1872.–1877.)
- Chhatrapati Shivaji Terminus (1878.-'87)
- Kolnska katedrala (1880.)
- Crkva Kristova uskrsnuća u Sankt-Peterburgu (1883. – 1907.)
- Kolodvor Rossio, Lisabon (1891.)
- Arwed Roßbach, Historicistička palača u Leipzigu (1892.)
- Gradska vijećnica u Sarajevu (1892.-'94.)
- Hotel Château Frontenac, Quebec (1893.)
- Osječka konkatedrala (1894. – 1900.)
- Spomenik Viktoru Emanuelu II., Rim (1895. – 1911.)
- Gimnazija Mostar (1898.)
- Bode muzej, Berlin (1904.)
- Hram Svetog Aleksandra Nevskog u Sofiji (1908.)
- Mornarička katedrala, Kronstadt (1913.)
- Kijevska postaja, Moskovski metro (1935.)

## Historicizam u Hrvatskoj
U bogatoj graditeljskoj djelatnosti sjeverne Hrvatske nazočan je utjecaj podunavskoga, poglavito bečkoga historicizma, na Kvarneru i u Istri budimpeštanskoga historicizma, a u dalmatinskim gradovima, s jakom klasicističkom tradicijom, izgrađen je poneki značajniji arhitektonski spomenik domaćih ili stranih arhitekata.
Historicizam u Hrvatskoj je obilježen gradnjom tri velika sakralna objekta: monumentalna župna crkva sv. Petra i Pavla u Osijeku (1898.), neoromanička Đakovačka katedrala (K. Roesner i F. Schmidt, 1882.) i neogotička pregradnja zagrebačke katedrale s pocakljenim krovištem i zvonicima od 105 m (H. Bolle, 1880. – 1902.). Krajem 19. st. Hermann Bollé je u Zagrebu, na gradskom groblju – Mirogoju, izgradio pola kilometra duge neorenesansne arkade s dvadeset kupola, što je jedan od najvećih projekata europskog historicizma uopće.
Krajem 19. st. Hrvatski gradovi dobivaju značajno urbanističko uljepšanje, a svojom veličinom i važnošću, ističe se revolucionarno urbanističko rješenje regulacije zagrebačkog Donjeg Grada (velikim dijelom djelo Milana Lenuzzija, 1860-1880). Između najdulje zagrebačke ulice – Ilice i nove željezničke pruge podignut je pravilan geometrijski grad s velikim zdanjima javnih i društvenih namjena od kojih se ljepotom ističu neorenesansna zgrada Hrvatske Akademije Znanosti i Umjetnosti (F. Schmidt, 1884.), neobarokno Hrvatsko narodno kazalište (H. Helmer i F. Fellner, 1895.). Historicistički spomenik koji je sažeo sve tri likovne umjetnosti je zgrada bivšeg Ministarstva bogoštovlja i nastave u Zagrebu (H. Bolle 1895.), danas Hrvatski institut za povijest. Uz sobu u pompejanskom stilu i renesansni kabinet, u velikoj neobaroknoj »zlatnoj dvorani« svoje historicističke zidne kompozicije izveli su: Bela Čikoš-Sesija (Pokrštenje Hrvata i Splitski Sabor), Oton Iveković (Susret Kolomana i hrvatskog plemstva), Celestin Medović (Dolazak Hrvata), Vlaho Bukovac (Franjo Josip u Zagrebu) i reljefe Robert Frangeš Mihanović. Zlatna dvorana je postala cjelovit spomenik svog doba, kakvih je malo u Europi.
U to su se doba pregrađivali neki stariji burgovi i dvorci (Trakošćan, 1853.–'56.), uređivala su se groblja, podizali su se mauzoleji pojedinih obitelji (Pejačević, u Našicama 1881. i u Retfali u Osijeku 1891.; Jelačić u Novim dvorima, 1884.). Imućni pojedinci gradili su kuće (na uglu Ilice i Mesničke 1 u Zagrebu, 1867., Franjo Klein), palače (Vraniczany – danas Moderna galerija u Zagrebu – 1882.–'83., O. Hoffer) ili dvorce (Donji Miholjac, 1906.–'14., za grofa Majlátha).
Ostali važniji predstavnici arhitekture romantizma u Hrvatskoj su Franjo Klein (crkva u Molvama, sinagoga i Katedrala Preobraženja Gospodnjeg u Zagrebu), Janko Nikola Grahor, Aleksandar Brdarić te Janko Jambrišak.

## Historicizam u književnosti
U teoriji književnosti historicizam je škola proizišla iz akademske institucionalizacije njemačke historiografije u drugoj polovici 19. st. (L. von Ranke, Th. Droysen, F. Meinecke). Utemeljenje povijesti kao znanosti traži napuštanje spekulativnih konstrukcija filozofije povijesti u korist objektivne činjenične građe koja se nastoji »pustiti da sama govori«. Time se, u skladu s analognom romantičarskom kritikom prosvjetiteljskoga nametanja jedinstvenoga zakona povijesti, inzistira na priznavanju specifičnosti prošlih razdoblja. S gledišta historicizma, prošli događaji zahtijevaju pozornu rekonstrukciju jedinstvene namjere njihovih nositelja koja ih »oduhovljuje«. No pitanje je može li se prošlost potpuno razumjeti iz sadašnjosti, koja je i sama prožeta svojim jednako neponovljivim duhom. To bi bilo moguće samo ako sadašnjost svoje jedinstveno stanje duguje upravo prošlosti koja ju je porodila svojom događajnom strujom, jer bi tada spoznaja udaljenih epoha bio jedini put koji suvremena čovjeka vodi prema samospoznaji. Na tu samorefleksivnu osnovu, koja historiografiju dovodi u analogiju s autobiografijom, svoju je »duhovnu povijest« (Geistesgeschichte) početkom XX. st. postavio W. von Dilthey, u oporbi prema pozitivističkoj mehaničko-kauzalnoj koncepciji povijesti koja ne problematizira povjesničarsko stajalište. Umjesto, dakle, da podvrgne povijest zakonu, on je zakon podvrgnuo »autoreferencijskoj petlji« povijesti, koja u duhu Lebensphilosophie spaja prošlost sa sadašnjošću u kontinuitet cjelovitoga životnog tijeka. To je tijekom sljedećih nekoliko desetljeća učinilo povijest neupitnim utočištem mnogobrojnih društvenih i humanističkih znanosti.

## Historicizam u filozofiji
U filozofiji historicizam je nauk po kojem su priroda, duh i društvo pov. tvorbe; smjer koji u povijesnosti nalazi odlučno obilježje bitka i ljudskoga opstanka. Historicizam zahtijeva temeljno historiciziranje znanja i djelovanja tako da se historijsko mišljenje i njegovi rezultati uvedu u filozofiju i u pogled na svijet. Sa stajališta pov. dimenzije, čovjekom i svijetom bavi se Augustinova filozofija; u njoj je sveukupna povijest shvaćena kao cjelina, a sve pojedinačno dobiva smisao tek po toj cjelini.